# Alchemilla phegophila
Alchemilla phegophila é uma espécie de rosácea do gênero Alchemilla, pertencente à família Rosaceae.